# Ariadne Petridis
Ariadne Petridis is een Belgische diplomate.

## Levensloop
Ariadne Petridis is van Griekse afkomst. Haar grootvader was een Griek die in Istanboel woonde en begin 20e eeuw met zijn ouders naar Marseille in Frankrijk verhuisde en zeeman in Antwerpen werd. Haar andere grootouders waren Grieken die in het Egyptische Heliopolis woonden, maar na de machtsovername van Gamal Abdel Nasser naar België verhuisden.
Ariadne Petridis liep school aan het Koninklijk Atheneum Berchem. Ze studeerde Romaanse filologie en internationale betrekkingen aan de Universiteit Antwerpen. In 1991 trad ze in dienst van Buitenlandse Zaken. Ze was achtereenvolgens:
- 1991-1992 - stagiair-diplomaat in Rome en op het ministerie van Buitenlandse Zaken in Brussel
- 1992-1994 - ambassadeattaché in Parijs
- 1994-1996 - ambassadeattaché in Kinshasa
- 1996-2000 - ambassadesecretaris op de permanente vertegenwoordiging bij de Verenigde Naties in New York
- 2000-2003 - ambassadesecretaris op de Federale Overheidsdienst Buitenlandse Zaken in Brussel (directie Mensenrechten, directie Europese Zaken, externe relaties van de EU)

Van 2006 tot 2007 werkte ze als leerkracht Frans en Spaans. Ze keerde vervolgens terug naar de diplomatie:
- 2007-2011 - ambassadesecretaris op de Federale Overheidsdienst Buitenlandse Zaken in Brussel (hoofd publieksdiplomatie)
- 2011-2015 - ambassaderaad op de Federale Overheidsdienst Buitenlandse Zaken in Brussel (directie Politico-Militaire Zaken, OESO)
- 2015-2019 - gevolmachtigd minister op de permanente vertegenwoordiging bij de Europese Unie in Brussel (relaties met het Europees Parlement)
- 2019-2022 - gevolmachtigd minister op de permanente vertegenwoordiging bij de Noord-Atlantische Verdragsorganisatie in Brussel (directeur Bilaterale Relaties met Amerika en de Caraïben)
- 2022-heden - permanent vertegenwoordiger bij de Noord-Atlantische Verdragsorganisatie in Brussel[1]